# Journal des africanistes
Le Journal des africanistes est une revue interdisciplinaire semestrielle publiée depuis 1931 par la Société des africanistes.

## La revue
La revue s'intitulait Journal de la Société des africanistes jusqu'en 1976. 
La revue publie des articles de spécialistes (ethnologues, archéologues, préhistoriens, linguistes, etc.), des dossiers thématiques, des comptes rendus d’ouvrages et diverses informations scientifiques. Le Journal des africanistes constitue, de ce fait, un outil de référence précieux pour les chercheurs et les documentalistes.

## Politique d’édition électronique
Le Journal des africanistes est accessible en texte intégral sur OpenEdition Journals (à partir des numéros de 2004), avec un délai de restriction de trois ans.
L’intégralité des anciens numéros de la collection (1931-2003) est progressivement numérisée et accessible en ligne sur le portail Persée.